# Kanton Zug
Koordinaten: 47° 10′ N, 8° 33′ O; CH1903: 684113 / 224354
Zug (Kürzel ZG; in der schweizerdeutschen Ortsmundart Zùùg [tsʊːg], französisch Zoug, italienisch Zugo, rätoromanisch Zugⓘ, mittellateinisch Tugium) ist ein Kanton in der Deutschschweiz und zählt zur Grossregion Zentralschweiz (Innerschweiz) sowie zur Metropolregion Zürich. Der Hauptort und zugleich der grösste Ort ist die gleichnamige Stadt Zug, die am Zugersee liegt.
Der Kanton ist mit einer Fläche von 239 Quadratkilometern der kleinste Kanton, der – im Gegensatz zu den früher als Halbkantone bezeichneten Kantonen – zwei Sitze im Ständerat hat. Er ist in elf Einwohnergemeinden unterteilt und weist mit rund 500 Einwohnern pro Quadratkilometer eine – für Schweizer Verhältnisse – hohe Bevölkerungsdichte auf.
Der Kanton Zug gilt als der wohlhabendste Kanton der Schweiz.

## Geographie
Zug liegt zwischen den Kantonen Zürich, Schwyz, Luzern und Aargau im Übergangsgebiet zwischen den Voralpen und dem Mittelland. Die an der Schwyzer Grenze gelegenen höheren Berge, wie Rossberg (1582 m ü. M.), Chaiserstock (1426 m ü. M.), Morgartenberg (1244 m ü. M.) und Höhrohnen (1229 m ü. M.), werden in Richtung Nordwesten durch Vorberge abgelöst. Zu den Vorbergen gehören unter anderem der Zugerberg (991 m ü. M.) und Gubel (909 m ü. M.).

### Landnutzung
Der Kanton Zug hat eine Fläche von circa 239 Quadratkilometern. Davon sind circa 110 Quadratkilometer Wies- und Ackerland, circa 61 Quadratkilometer Wald, wovon wiederum ca. 25 Quadratkilometer Schutzwald sind, circa 33 Quadratkilometer Gewässer, circa 27 Quadratkilometer überbautes Gebiet und circa neun Quadratkilometer Weiden und Ödland.
In einigen Gebieten des Kantons Zug entstanden ausserhalb von im Zusammenhang bebauten Orten Wohnsiedlungen, wie beispielsweise zwischen Cham, Steinhausen und Lorzen, einem dem Zuger Ortsteil westlich der Stadt. Auch die beiden Ortschaften Oberägeri und Unterägeri sind aufgrund der Zersiedelung entlang des Ägerisee nahezu zusammengewachsen.

### Flüsse und Seen
Der Hauptfluss des Kantons ist die Lorze, die dem voralpinen Ägerisee im Kanton Zug entspringt und zwischen Zug und Cham in den Zugersee mündet.  Von dort durchfliesst sie weiter die Stadt Cham bis in die Reuss, die, wie an der Nordostgrenze die Sihl, den Kanton bloss streift.

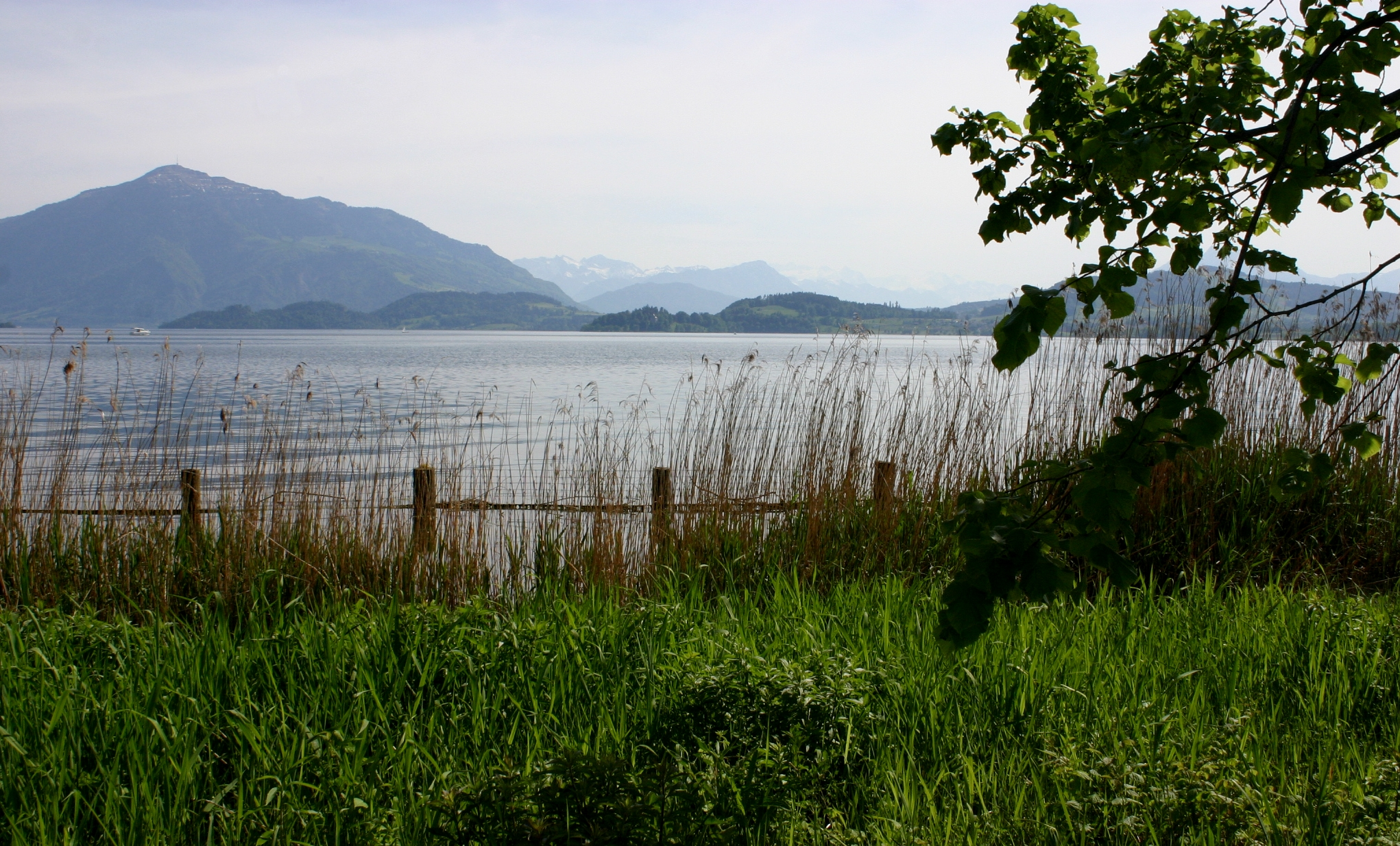
Zugersee im Kanton Zug in der Schweiz

### Flora und Fauna

#### Flora
Heute gibt es im Kanton Zug 6'371 Hektaren Wald. Noch im Jahre 1845 gab es nur 2'400 Hektaren Wald. Der Wald wurde durch intensive Aufforstung bis ins Jahr 1950 auf eine Fläche von 6'000 Hektaren vergrössert. Dies entspricht rund 30 Prozent der Fläche des Kantons Zug (ohne Seeanteil). Seit 56 Jahren nimmt der Waldbestand jährlich leicht zu. Es wird weniger Holz genutzt als nachwächst. Dadurch werden die Bäume älter und das Alter der Wälder nimmt zu.
Der grösste Teil des Waldes liegt im Voralpengebiet (circa 80 Prozent). Das Mittelland hingegen besitzt eher viele kleinere Wälder wie die Baarburg oder der Steinhauser Wald.
Der Wald gehört zu 5 Prozent dem Kanton, zu 30 Prozent privaten Eigentümern, zu 64 Prozent verschiedenen Kooperationen und 1 Prozent verschiedenen Einwohner-, Bürger-, Kirchgemeinden und dem Bund.
Die Waldschäden im Kanton Zug nehmen jährlich (seit circa 40 Jahren) zu. Ursachen sind Pilzerkrankungen, Weisstannensterben, Sturmschäden und Insektenschäden, vor allem durch den Borkenkäfer. Über 600 Pflanzenarten kommen in den Zuger Wäldern vor, dies entspricht bei 3000 Arten in der Gesamtschweiz einem Fünftel der Artenvielfalt. Insbesondere seltene Arten wie der Frauenschuh haben auf sogenannten Extremstandorten eine Chance, da sie sich auf diese Nischen spezialisiert haben (sehr trockene, sehr nass oder sehr nährstoffarme Böden).

#### Fauna

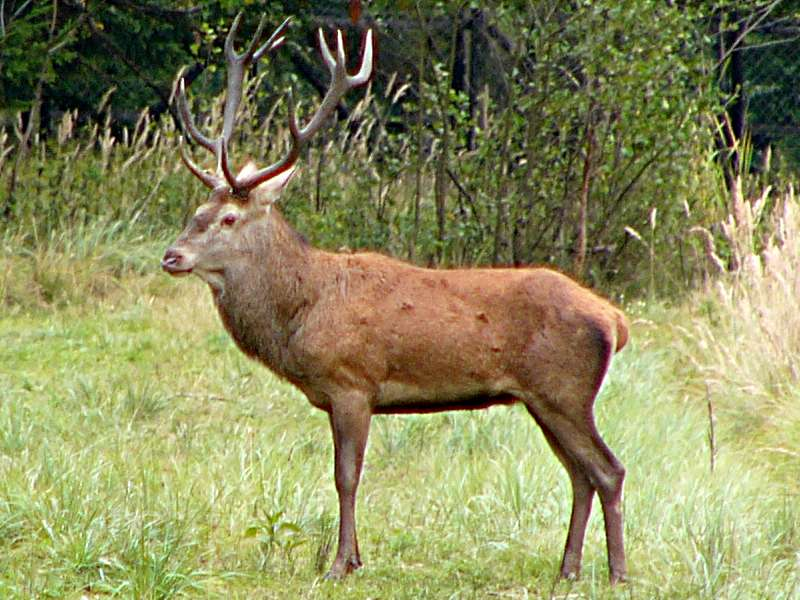
Der verbreitete Rothirsch

Im Kanton Zug leben viele verschiedene Arten. Besonders zahlreich sind die Rehe. Auf dem Kantonsgebiet verbreitet sind auch Rothirsche und Feldhasen. Auch Gämsen sind in den hügeligeren Regionen vereinzelt anzutreffen.
Daneben gibt es viele Nager wie Eichhörnchen, Mäuse, Ratten und teilweise Biber. Wegen der Vielzahl an Nagern ist auch der Mäusebussard im ganzen Kanton weit verbreitet. Im Zugersee und Ägerisee gibt es zudem Schwäne, Enten, Tauben und Möwen. Gefährdet ist der Auerhahn, weshalb ein Schutzprojekt im Gange ist.
Der Fuchs ist weiterhin stark verbreitet, wobei es in den letzten Jahren durch Impfungen praktisch keine Tollwuterkrankungen mehr gegeben hat. Der Fuchs taucht auch immer mehr in den Städten auf, um dort auf Nahrungssuche zu gehen.

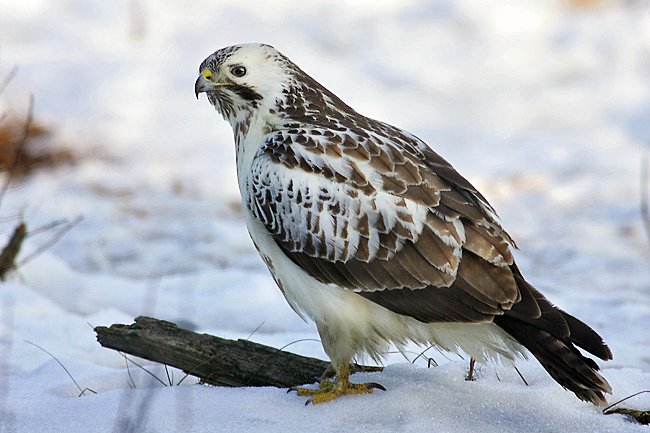
Der Mäusebussard

Der Dachs ist seit den letzten Jahren immer häufiger geworden. Auch er wird immer weniger menschenscheu und besucht immer öfter die Städte.
Aktuell gibt es in den Seen des Kantons Zug 32 Fischarten. Neben der Bach-, der Regenbogen- und der Seeforelle, dem Hecht, dem Egli und dem Aal gibt es folgende Fischarten: Alet, Äsche, Barbe, Bitterling, Blicke, Brachsmen, Elritze, Felchen, Groppe, Gründling, Hasel, Karpfen, Kaulbarsch, Laube, Nase, Rotauge, Rotfeder, Schleie, Schmerle, Schneider, Seesaibling, Sonnenbarsch, Steinbeisser, Stichling, Trüsche und Zander. Ausserdem gibt es eine Rundmaulart, das Bachneunauge, und drei Krebsarten: den Steinkrebs, den Edelkrebs und den Galizierkrebs.

## Bevölkerung
Per 31. Dezember 2023 betrug die Einwohnerzahl des Kantons Zug 132'556. Die Bevölkerungsdichte liegt mit 555 Einwohnern pro Quadratkilometer über dem Schweizer Durchschnitt (217 Einwohner pro Quadratkilometer). Der Ausländeranteil (gemeldete Einwohner ohne Schweizer Bürgerrecht) bezifferte sich am 31. Dezember 2023 auf 30,3 Prozent, während landesweit 27,0 Prozent Ausländer registriert waren. Per 30. Juni 2021 betrug die Arbeitslosenquote 2,4 Prozent gegenüber 2,8 Prozent auf eidgenössischer Ebene.
| Nationalität           | 2008    | 2018    |
| ---------------------- | ------- | ------- |
| Schweiz                | 77,09 % | 71,69 % |
| Deutschland            | 5,01 %  | 5,38 %  |
| Italien                | 2,39 %  | 2,64 %  |
| Vereinigtes Königreich | 1,07 %  | 1,87 %  |
| Portugal               | 1,36 %  | 1,66 %  |
| Kosovo                 | n.n.    | 1,02 %  |
| Spanien                | 0,46 %  | 0,93 %  |
| Serbien                | n.n.    | 0,87 %  |
| Frankreich             | 0,43 %  | 0,84 %  |
| Türkei                 | 1,09 %  | 0,80 %  |

### Sprache
Amtssprache des Kantons ist Deutsch. Umgangssprache im Kanton Zug ist Schweizerdeutsch.
Ein eigentliches «Zugerdeutsch» gibt es nicht, da der Kanton von mehreren grundlegenden Dialektgrenzen durchschnitten wird:
- Ägeri und Walchwil gehen in Richtung Schwyz: schnye ‚schneien‘, Süü ‚Säue‘, üüs ‚uns‘, appe ‚hinab, herab‘, Haar ‚Haar‘, grouss ‚gross‘, täüff ‚tief‘;
- Steinhausen, Baar, Neuheim und Menzingen gehen mit schneie ‚schneien‘, Söi ‚Säue‘, öis ‚uns‘, grooss ‚gross‘ in Richtung Mittelland; mit täiff ‚tief‘, Haar ‚Haar‘ in Neuheim und Menzingen einerseits und mit töiff, Hòòr in Steinhausen und Baar anderseits schliessen sich diese Orte jedoch zugleich südlicheren bzw. westlicheren Dialekträumen an;
- Cham, Hünenberg und Risch gehen deutlicher in Richtung Aargau und Luzern, man sagt dort nicht nur (wie in Steinhausen und Baar) normal-mittelländisch schneie, Söi, öis, grooss, töiff, Hòòr, sondern auch spezifisch luzernisch und teilweise freiämterisch chromm ‚krumm‘, Loft ‚Luft‘, Löffu ‚Löffel‘;
- die Stadt Zug liegt im Zentrum dieser vorigen drei Mundartgebiete und hat von allen etwas, typisch hierfür ist der Satz es schnyt uf d Hòòr, also mit schnye wie im Südostzugerischen und Hòòr wie im Westzugerischen.

### Religion
Der Kanton Zug ist traditionell katholisch geprägt. 50 Prozent der Gesamtbevölkerung gehören der römisch-katholischen Kirche an und sind damit dem Bistum Basel zugeteilt. Daneben gehören 14 Prozent der reformierten Kirche und damit der Evangelisch-reformierten Kirchgemeinde des Kantons Zug an (Stand: Ende 2017). Im Kanton sind auch viele andere Religionen und Konfessionen vertreten.
Seit der Volkszählung 2000 liegen keine genauen Mitgliederzahlen zu anderen Religionsgemeinschaften im Kanton Zug mehr vor. Jedoch führt das Bundesamt für Statistik (BFS) Stichprobenerhebungen durch, welche auch andere Religionsgemeinschaften im Kanton erfassen. Bei der Stichprobenerhebung von 2017 gab rund ein Drittel der befragten Personen ab 15 Jahren im Kanton Zug an, keiner der beiden Landeskirchen anzugehören. Zudem gibt es unter den verschiedenen Bevölkerungsgruppen (je nach Staatsangehörigkeit bzw. Herkunft der Befragten) grosse Unterschiede in der Religionszugehörigkeit:
| Religion                         | Total aller Befragten | Schweizer Staats- angehörigkeit | Schweizer ohne Migrations- hintergrund | Schweizer mit Migrations- hintergrund | Ausländische Staats- angehörigkeit |
| -------------------------------- | --------------------- | ------------------------------- | -------------------------------------- | ------------------------------------- | ---------------------------------- |
| Christentum                      | 70                    | 78                              | 81                                     | 59                                    | 49                                 |
| – römisch-katholische Kirche     | 50                    | 57                              | 62                                     | 36                                    | 32                                 |
| – evangelisch-reformierte Kirche | 14                    | 17                              | 17                                     | 12                                    | 06                                 |
| – andere christliche Kirchen     | 06                    | 04                              | 02                                     | 11                                    | 11                                 |
| Islam                            | 04                    | 02                              | 0                                      | 11                                    | 11                                 |
| andere Religionen                | 02                    | 01                              | 01                                     | 04                                    | 03                                 |
| konfessionslos                   | 23                    | 18                              | 17                                     | 24                                    | 36                                 |
| keine Angabe                     | 01                    | 01                              | 01                                     | 02                                    | 01                                 |

## Politik und Staatsrecht
Zug war in seiner eidgenössischen Geschichte immer Teil der sogenannten Fünf Innern Orte, also der Zentralschweiz – in den Reformationswirren, im kurzen Widerstand gegen Napoleons Truppen 1798, im Sonderbundskrieg von 1847. Die mentale Verbundenheit mit der Zentralschweiz zeigt sich in seiner Politik. Die beiden Zuger Bundesräte Philipp Etter (im Bundesrat 1934–1959) und Hans Hürlimann (1973–1982) gehörten der Katholisch-Konservativen Partei bzw. der CVP an. Noch heute ist die CVP im Kantonsrat die grösste Partei – wie fast überall in der Zentralschweiz. Allerdings bröckelt ihr Wählerpotential auch im Kanton Zug. Unter Druck steht auch die zentralschweizerische Kooperation.

### Kantonsverfassung
Die Verfassung des Kantons Zug datiert vom 31. Januar 1894 und wurde seither zahlreichen Partialrevisionen unterzogen.

### Direktdemokratische Volksrechte
Das Volk ist im Rahmen der direkten Demokratie direkt an der Gesetzgebung beteiligt. Änderungen der Zuger Kantonsverfassung unterliegen zwingend der Volksabstimmung (obligatorisches Referendum). Gesetze und allgemeinverbindliche Kantonsratsbeschlüsse sowie Beschlüsse, die eine neue einmalige Ausgabe von mehr als 500'000 Franken oder eine neue wiederkehrende Ausgabe von mehr als 50'000 Franken im Jahr zur Folge haben, unterliegen der Volksabstimmung, wenn ein entsprechendes von 1500 Stimmberechtigten unterzeichnetes Begehren eingereicht wird (fakultatives Referendum). 2000 Stimmberechtigte können das Begehren um Erlass, Aufhebung oder Änderung eines Gesetzes oder eines Kantonsratsbeschlusses stellen (Gesetzesinitiative). Die Volksabstimmung kann ferner von einem Drittel der Mitglieder des Kantonsrates unmittelbar nach der Schlussabstimmung beschlossen werden (Behördenreferendum).

### Legislative
Gesetzgebende Behörde ist der in den Gemeinden nach dem doppeltproportionalen Zuteilungsverfahren gewählte Kantonsrat mit 80 Mitgliedern. Diese werden alle vier Jahre, gleichzeitig mit dem Regierungsrat, von der Zuger Bevölkerung gewählt.
| Partei | Partei                                      | 1998 | 2002 | 2006 | 2010 | 2014 | 2018 | 2022 | Sitzverteilung 2022                                                           | Wähleranteil in Prozent |
| ------ | ------------------------------------------- | ---- | ---- | ---- | ---- | ---- | ---- | ---- | ----------------------------------------------------------------------------- | --- |
|        | Mitte; bis 2018 CVP                         | 26   | 26   | 23   | 23   | 22   | 21   | 19   | Insgesamt 80 Sitze - ALG: 11 - SP: 8 - GLP: 6 - Mitte: 19 - FDP: 18 - SVP: 18 | Wahlen zum Kantonsrat vom 2. Oktober 2022Wahlbeteiligung: 44,0 % 3020100 24,021,921,613,910,27,50,9 MitteFDPSVPALGSPGLPSonst.Gewinne und Verlusteim Vergleich zu 2018 %p 4 2 0 −2 −4−1,6+1,0−0,8+0,6−1,7+2,2+0,3MitteFDPSVPALGSPGLPSonst. |
|        | Freisinnig-Demokratische Partei (FDP)       | 27   | 20   | 20   | 20   | 18   | 16   | 18   | Insgesamt 80 Sitze - ALG: 11 - SP: 8 - GLP: 6 - Mitte: 19 - FDP: 18 - SVP: 18 | Wahlen zum Kantonsrat vom 2. Oktober 2022Wahlbeteiligung: 44,0 % 3020100 24,021,921,613,910,27,50,9 MitteFDPSVPALGSPGLPSonst.Gewinne und Verlusteim Vergleich zu 2018 %p 4 2 0 −2 −4−1,6+1,0−0,8+0,6−1,7+2,2+0,3MitteFDPSVPALGSPGLPSonst. |
|        | Schweizerische Volkspartei (SVP)            | 09   | 18   | 17   | 19   | 19   | 18   | 18   | Insgesamt 80 Sitze - ALG: 11 - SP: 8 - GLP: 6 - Mitte: 19 - FDP: 18 - SVP: 18 | Wahlen zum Kantonsrat vom 2. Oktober 2022Wahlbeteiligung: 44,0 % 3020100 24,021,921,613,910,27,50,9 MitteFDPSVPALGSPGLPSonst.Gewinne und Verlusteim Vergleich zu 2018 %p 4 2 0 −2 −4−1,6+1,0−0,8+0,6−1,7+2,2+0,3MitteFDPSVPALGSPGLPSonst. |
|        | Alternative – die Grünen Zug (ALG)          | 10   | 07   | 12   | 08   | 10   | 11   | 11   | Insgesamt 80 Sitze - ALG: 11 - SP: 8 - GLP: 6 - Mitte: 19 - FDP: 18 - SVP: 18 | Wahlen zum Kantonsrat vom 2. Oktober 2022Wahlbeteiligung: 44,0 % 3020100 24,021,921,613,910,27,50,9 MitteFDPSVPALGSPGLPSonst.Gewinne und Verlusteim Vergleich zu 2018 %p 4 2 0 −2 −4−1,6+1,0−0,8+0,6−1,7+2,2+0,3MitteFDPSVPALGSPGLPSonst. |
|        | Sozialdemokratische Partei der Schweiz (SP) | 08   | 09   | 08   | 08   | 07   | 010  | 08   | Insgesamt 80 Sitze - ALG: 11 - SP: 8 - GLP: 6 - Mitte: 19 - FDP: 18 - SVP: 18 | Wahlen zum Kantonsrat vom 2. Oktober 2022Wahlbeteiligung: 44,0 % 3020100 24,021,921,613,910,27,50,9 MitteFDPSVPALGSPGLPSonst.Gewinne und Verlusteim Vergleich zu 2018 %p 4 2 0 −2 −4−1,6+1,0−0,8+0,6−1,7+2,2+0,3MitteFDPSVPALGSPGLPSonst. |
|        | Grünliberale Partei (glp)                   | 0–   | 0–   | 0–   | 02   | 04   | 04   | 06   | Insgesamt 80 Sitze - ALG: 11 - SP: 8 - GLP: 6 - Mitte: 19 - FDP: 18 - SVP: 18 | Wahlen zum Kantonsrat vom 2. Oktober 2022Wahlbeteiligung: 44,0 % 3020100 24,021,921,613,910,27,50,9 MitteFDPSVPALGSPGLPSonst.Gewinne und Verlusteim Vergleich zu 2018 %p 4 2 0 −2 −4−1,6+1,0−0,8+0,6−1,7+2,2+0,3MitteFDPSVPALGSPGLPSonst. |

### Exekutive
Ausführende Behörde ist der im Majorzverfahren (bis 2013 im Proporzverfahren) gewählte siebenköpfige Regierungsrat, der gleichzeitig mit dem Kantonsrat alle vier Jahre gewählt wird. Aus der Mitte des Regierungsrates wählt der Kantonsrat den Landammann als Regierungspräsidenten und den Statthalter als Vizepräsidenten auf die Dauer von zwei Jahren.
| Regierungsrat                     | Partei | Direktion                                    |
| --------------------------------- | ------ | -------------------------------------------- |
| Laura Dittli                      | Mitte  | Sicherheitsdirektion                         |
| Andreas Hostettler                | FDP    | Direktion des Innern und Statthalter *       |
| vakant (Andreas Hostettler a. i.) | -      | Gesundheitsdirektion                         |
| Stephan Schleiss                  | SVP    | Direktion für Bildung und Kultur             |
| Heinz Tännler                     | SVP    | Finanzdirektion                              |
| Silvia Thalmann-Gut               | Mitte  | Volkswirtschaftsdirektion, Frau Landammann * |
| Florian Weber                     | FDP    | Baudirektion                                 |

Bei der Ergänzungswahl für die Nachfolge von Mitte-Regierungsrat Martin Pfister, der im März 2025 in den Bundesrat gewählt wurde, fand am 10. August 2025 ein zweiter Wahlgang statt. Zur Wahl stellten sich Andreas Hausheer (Mitte), Andreas Lustenberger (ALG) und Andy Villiger (partlos). Gewählt wurde Andreas Hausheer, der das Amt am 2. Oktober 2025 antritt. Unterdessen wird die Gesundheitsdirektion von Landammann Andreas Hostettler geleitet.

### Judikative
Das die Verfassungsbestimmungen über die Gerichte konkretisierende Gerichtsorganisationsgesetz (GOG) datiert vom 26. August 2010 (mit späteren Änderungen).
Oberste kantonale Gerichte sind das Obergericht und das Verwaltungsgericht.
Gerichte erster Instanz sind für die Zivilrechtspflege das Kantonsgericht und für die Strafrechtspflege das Strafgericht. Letzteres amtet zugleich als Jugendgericht und, in Einerbesetzung, als Zwangsmassnahmengericht.
Schlichtungsbehörden sind der Friedensrichter, den es in jeder Einwohnergemeinde gibt, sowie die besonderen Schlichtungsbehörden für Arbeitsrecht und für Miet- und Pachtrecht.
Alle Richter werden vom Volk für jeweils sechs Jahre gewählt.

### Gemeinden
Die Kantonsverfassung anerkennt vier Arten von Gemeinden:
- die Einwohnergemeinden, die alle Einwohner umfassen,
- die Bürgergemeinden, denen alle in dieser Gemeinde Heimatberechtigten angehören,
- die Kirchgemeinden der römisch-katholischen und der evangelisch-reformierten Kirche,
- die Korporationsgemeinden, die aus den Teilhabern an Korporationsgut gebildet werden.

### Vertreter in der Bundesversammlung
Der Kanton Zug entsendet drei Vertreter in den Nationalrat:
- Thomas Aeschi (SVP)
- Gerhard Pfister (Mitte)
- Manuela Weichelt-Picard (AL)

Seine beiden Vertreter im Ständerat sind:
- Peter Hegglin (Mitte)
- Matthias Michel (FDP)

### E-Government
Auf dem E-Government-Portal iZug stellt der Kanton Zug Online-Formulare zur Verfügung, die den Bürgern den Gang zur Behörde ersparen. Zu den Gemeindeformularen zählen u. a. die Erstellung von Kaufverträgen, Neuantritte in den Kindergarten bzw. in die Schule und Bewilligungsanträge für längere Öffnungszeiten. Die Bestellung eines Fischereipatents oder die Abrechnung der Quellensteuer fallen in den Bereich der kantonalen Formulare.

## Wirtschaft
Der kleine Kanton Zug ist heute gesuchter Wohnraum, attraktiver Lebensraum und erfolgreicher Wirtschaftsraum. Den Grundstein dazu legte eine Gesetzgebung in den 1920er Jahren. Zug senkte – wie der Pionierkanton Glarus – die Abgaben für Holding- und Domizilgesellschaften. Die Steuergesetzrevision nach dem Zweiten Weltkrieg kam vor allem Firmen zugute.
Im westlichen Teil des Kantons Zug befindet sich die «Wirtschaftsregion Zug-West».

### Vom Armenhaus zum reichsten Kanton
Die wirtschaftsfreundliche Steuerpolitik des Kantons zeigte Wirkung. Von einem Armenhaus schwang sich Zug bis 1990 zum reichsten Kanton der Schweiz auf. Noch in den sechziger Jahren hatte er die höchste Pro-Kopf-Verschuldung, und das Durchschnittseinkommen lag unter dem schweizerischen Durchschnitt. Heute zahlt Zug mit annähernd 300 Millionen Schweizer Franken im Jahr und 2'042 Franken pro Kopf am meisten in den interkantonalen Finanzausgleich NFA. Die Steuerbelastung beträgt aber nur rund die Hälfte des Schweizer Durchschnitts, und das Volkseinkommen pro Kopf zählt zu den höchsten in der Schweiz. 2011 lag das Bruttoinlandsprodukt pro Kopf im Kanton Zug bei 125'138 Franken.
Ende 2010 zählte der Kanton Zug fast 30'000 Unternehmen, davon an die 17'000 Aktiengesellschaften. Von den rund 83'000 Arbeitsplätzen fielen nicht ganz drei Viertel auf den dritten Sektor (Landwirtschaft: 2,2 Prozent; Industrie: 24,8 Prozent; Handels- und Dienstleistung: 73 Prozent). Täglich kommen etwa 37'000 Personen nach Zug zur Arbeit, davon allein 12'000 aus dem Kanton Luzern.
Im Jahr 2020 wurde 16,8 Prozent der landwirtschaftlichen Nutzfläche des Kantons durch 92 Betriebe biologisch bewirtschaftet.

### Grösste private Arbeitgeber
Der Lebensmittelkonzern Nestlé hat einen seiner Unternehmenssitze im Kanton Zug. Die Gemeinde Zug ist der Hauptsitz der V-Zug AG. Diese entwickelt, produziert und vertreibt Geräte für Küche und Waschraum. Ein wichtiger Arbeitgeber ist Siemens in der Stadt Zug mit circa 2250 Mitarbeitern. Roche Diagnostics hat hier ein Entwicklungszentrum für Laborgeräte.
Rotkreuz (Gemeinde Risch) ist ein wichtiger Pharmastandort durch die Hauptsitze von Unternehmen wie Roche Diagnostics (Hoffmann-La Roche), Novartis Pharma, Sandoz Pharmaceuticals, Alcon und Novartis Consumer Health.
Der Kanton Zug ist seit den 1950er Jahren eine Drehscheibe des internationalen Rohstoffhandels; zu den ca. 100 Zuger Rohstoffunternehmen gehören Konzerne wie Glencore Xstrata, Shell oder BP. Dies prägte die Kantonspolitik mit; der Stadtrat Walther Hegglin prägte den Spruch: «Was gut ist für Marc Rich, ist auch gut für Zug.» In den 1970er Jahren beschäftigte die Landis & Gyr rund 6500 Leute, was rund jeder vierten Arbeitsstelle im Kanton entsprach.

### Dynamisches Wachstum
Der Wirtschaftsraum Zug wächst noch immer. 2010 trugen sich über 500 Firmen neu im Handelsregister ein. Zug ist eines der weltweit wichtigsten Handelszentren für Rohstoffe wie Erdöl und für Agrargüter wie Kaffee. Zahlreiche Firmen und nationale wie globale Unternehmenszentralen verlegten ihren Sitz nach Zug. Gemäss einer Studie der Arthur D. Little (Schweiz) AG von 2009, einem weltweit vernetzten Unternehmen für Managementberatung, ist «the Canton of Zug […] the most preferred location in Switzerland for headquarters». Das macht den Kanton attraktiv und wohlhabend. Die tiefen Steuern für Unternehmen und Privatpersonen werden auch kritisiert. Doch «Zug [bleibt] das Schweizer ‹Steuerparadies› schlechthin» – und unschlagbar, schrieb NZZ Online am 17. Februar 2011.

### Steuern
Viele Domizilfirmen und Holdings haben ihren Sitz im Kanton Zug, da die Unternehmungsbesteuerung auf einem im internationalen Vergleich sehr niedrigen Niveau ist. Aber auch viele Unternehmen, die der ordentlichen Besteuerung unterliegen, sind im Kanton Zug ansässig. Die Rolle als Steueroase wird international und auch in der Schweiz selbst kritisch gesehen.
Domizilfirmen sind gemäss den Bestimmungen der kantonalen Steuerverwaltung «Unternehmungen, die in der Schweiz nur eine Verwaltungstätigkeit, aber keine Geschäftstätigkeit ausüben». Sie dürfen in der Schweiz weder eigenes Personal beschäftigen noch Büros unterhalten. Unter dem alten Steuergesetz (vor 2001) wurden die Gewinne von Domizilgesellschaften gar nicht und das Kapital nur reduziert besteuert. Mit dem neuen Steuergesetz, gültig ab dem 1. Januar 2001, werden die Gewinne mit 4 Prozent auf den ersten 100'000 Schweizer Franken und für den 100'000 Schweizer Franken übersteigenden Gewinn mit 7 Prozent besteuert. Die Kapitalsteuer beträgt 0,075 Promille des zu versteuernden Eigenkapitals, mindestens jedoch 150 Schweizer Franken multipliziert mit dem geltenden Steuerfuss (siehe § 75 Abs. 1 StG). Eine Besonderheit der Domizilfirmen ist, dass Erträge, die im Ausland erzielt worden sind, zum Beispiel Dividenden von ausländischen Firmen oder Honorarerträge, steuerfrei sind. Erträge aus Beteiligungen sind für alle Besteuerungsarten steuerfrei. Oft sieht man bei Domizilfirmen auch die Fifty-Fifty-Regel. Diese wurde aber per 1. Juli 2005 abgeschafft. Für bestehende Gesellschaften (gegründet vor 1. Juli 2005) galt eine Übergangsfrist bis 2009. Bis dahin wurde diese Regel weiterhin akzeptiert.

## Verkehr
Die Zugerland Verkehrsbetriebe (ZVB) betreiben ein Netz von Linienbussen, das sich über den ganzen Kanton erstreckt. Ausserdem bedient die PostAuto Schweiz AG (PA) einige Buslinien im Kanton Zug.
Durch den Bahnhof Zug verlaufen die Eisenbahn-Hauptachsen Zürich–Arth-Goldau–Bellinzona–Mailand und Zürich–Luzern. Zusätzlich verläuft die Nord-Süd-Hauptachse Basel–Arth-Goldau–Bellinzona–Mailand durch den Bahnhof Rotkreuz. Seit 2004 verkehrt auf den Gleisen der Schweizerischen Bundesbahnen (SBB), aber unter der Leitung des Zuger Amtes für öffentlichen Verkehr, die Stadtbahn Zug. Durch insgesamt 15 Haltestellen im Kanton, bedient im 15-Minuten-Takt, wurde so ein ungewöhnlich dichtes Bahnnetz geschaffen, das ähnlich wie eine Strassenbahn funktioniert.
Einzige Bergbahn im Kanton Zug ist die Standseilbahn der Zugerbergbahn (ZBB), die von Zug auf den Zugerberg führt.
Die Transportunternehmen ZVB, SBB, ZBB und PA sind im Tarifverbund Zug zusammengeschlossen.
Sowohl auf dem Zugersee als auch auf dem Ägerisee führt je eine Schifffahrtsgesellschaft von April bis Oktober fahrplanmässige Fahrten durch.
Der Kanton Zug verfügt über keine Luftfahrtinfrastruktur. Nächstgelegener Flugplatz ist der Flugplatz Hausen am Albis. Der nächstgelegene Landesflughafen ist der Flughafen Zürich.
Im Jahr 2024 lag der Motorisierungsgrad (Personenkraftwagen pro 1'000 Einwohner) bei 765.

## Tourismus

### Museen
Im Kanton Zug gibt es mehrere Museen; die wichtigsten sind das Museum in der Burg, das Museum für Urgeschichte und das Kunsthaus Zug. Das Ortsmuseum in Buonas gibt einen Einblick in die Geschichte der Gemeinde Risch.

### Schlösser, Burgen und Ruinen
- In der Stadt Zug liegt, am östlichen Rand der Altstadt, die Burg Zug, welche heute als Museum dient.
- In Buonas befindet sich das Alte Schloss Buonas der Herrschaft Buonas, welches ein Nachfolgebau der Burg Buonas ist und zwischenzeitlich Schloss Hertenstein genannt wurde. Bis 1970 gab es in Buonas zudem das Neue Schloss Buonas, welches jedoch abgerissen wurde.
- In der Gemeinde Risch liegt Schloss Freudenberg, ein anfangs der 1930er Jahre errichtetes Herrenhaus.
- In Cham befindet sich direkt am See das Schloss St. Andreas, das jedoch der Öffentlichkeit nicht zugänglich ist.
- In der Gemeinde Baar liegt im Lorzental zwischen Unterägeri und Zug die Ruine Wildenburg.
- In der Gemeinde Hünenberg befindet sich die Ruine der Burg Hünenberg.

### Denkmäler
Am Ägerisee befindet sich bei Morgarten das Morgarten-Denkmal, das an die Schlacht am Morgarten vom 15. November 1315 erinnert.

### Kirschen
Die Kultur der Zuger Kirschen (Schweizerdeutsch: Zuger Chriesi) ist rund 600 Jahre alt und prägt durch den Kirschenanbau sowie eine Vielzahl von Bräuchen und Kirschenprodukten die Identität der Region Zug wesentlich mit, so die Zuger Kirschtorte oder Zuger Kirsch als Obstbrand.

## Verwaltungsgliederung

### Einwohnergemeinden

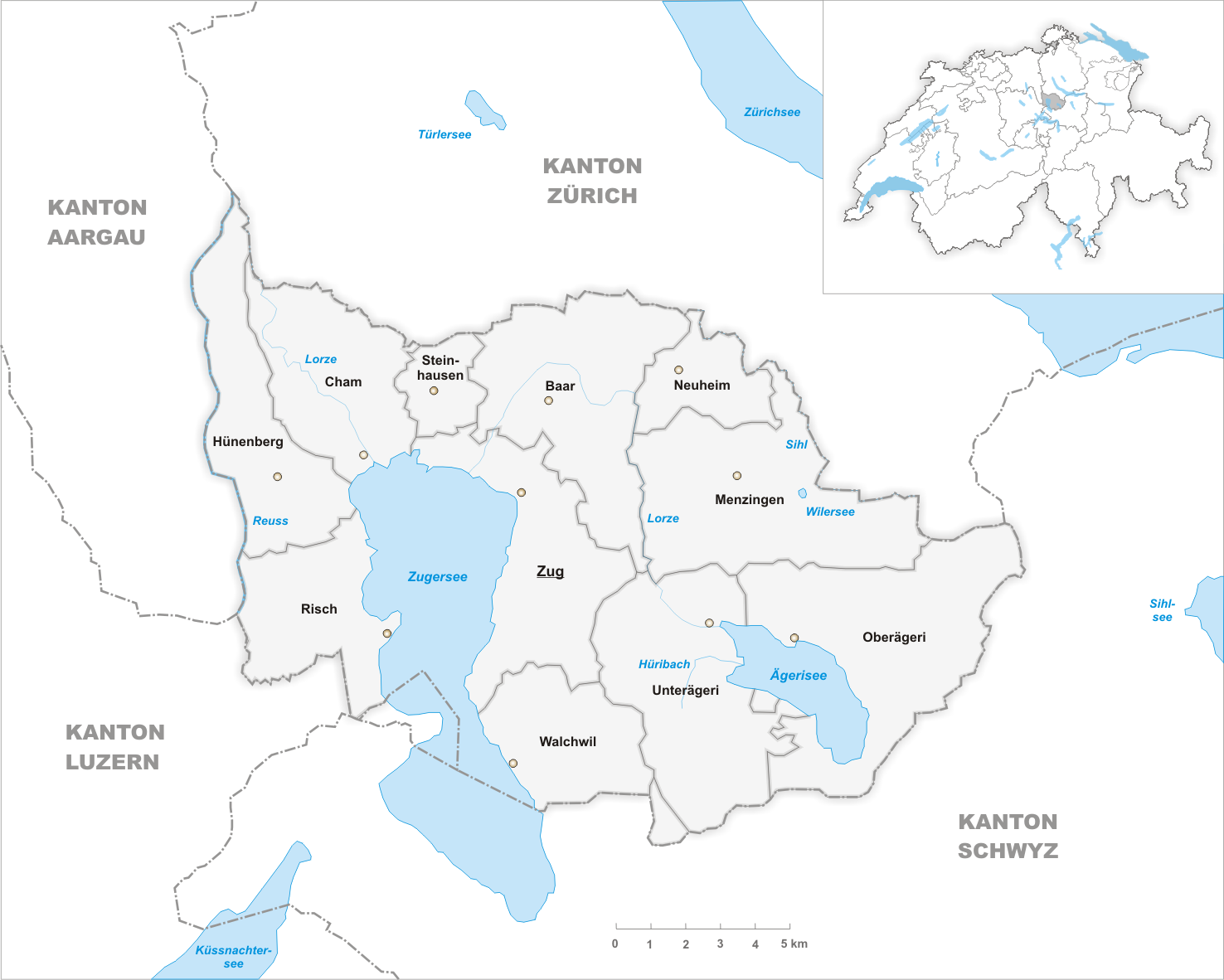
Gemeinden des Kantons Zug

Die Städte im Kanton Zug sind Zug, Baar und Cham.
Nachfolgend aufgelistet sind alle elf Einwohnergemeinden per 31. Dezember 2023:
| Einwohnergemeinde | Einwohner |
| ----------------- | --------- |
| Zug               | 31'995    |
| Baar              | 24'973    |
| Cham              | 17'867    |
| Risch             | 11'449    |
| Steinhausen       | 10'338    |
| Unterägeri        | 09283     |
| Hünenberg         | 08990     |
| Oberägeri         | 06543     |
| Menzingen         | 04659     |
| Walchwil          | 04005     |
| Neuheim           | 02454     |

Die Gemeinde Risch überschritt 2012 die 10'000-Einwohner-Grenze.

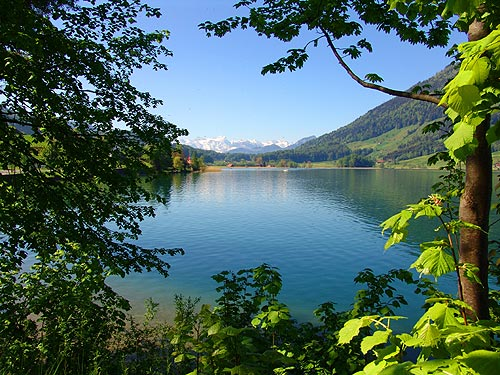
Ägerisee
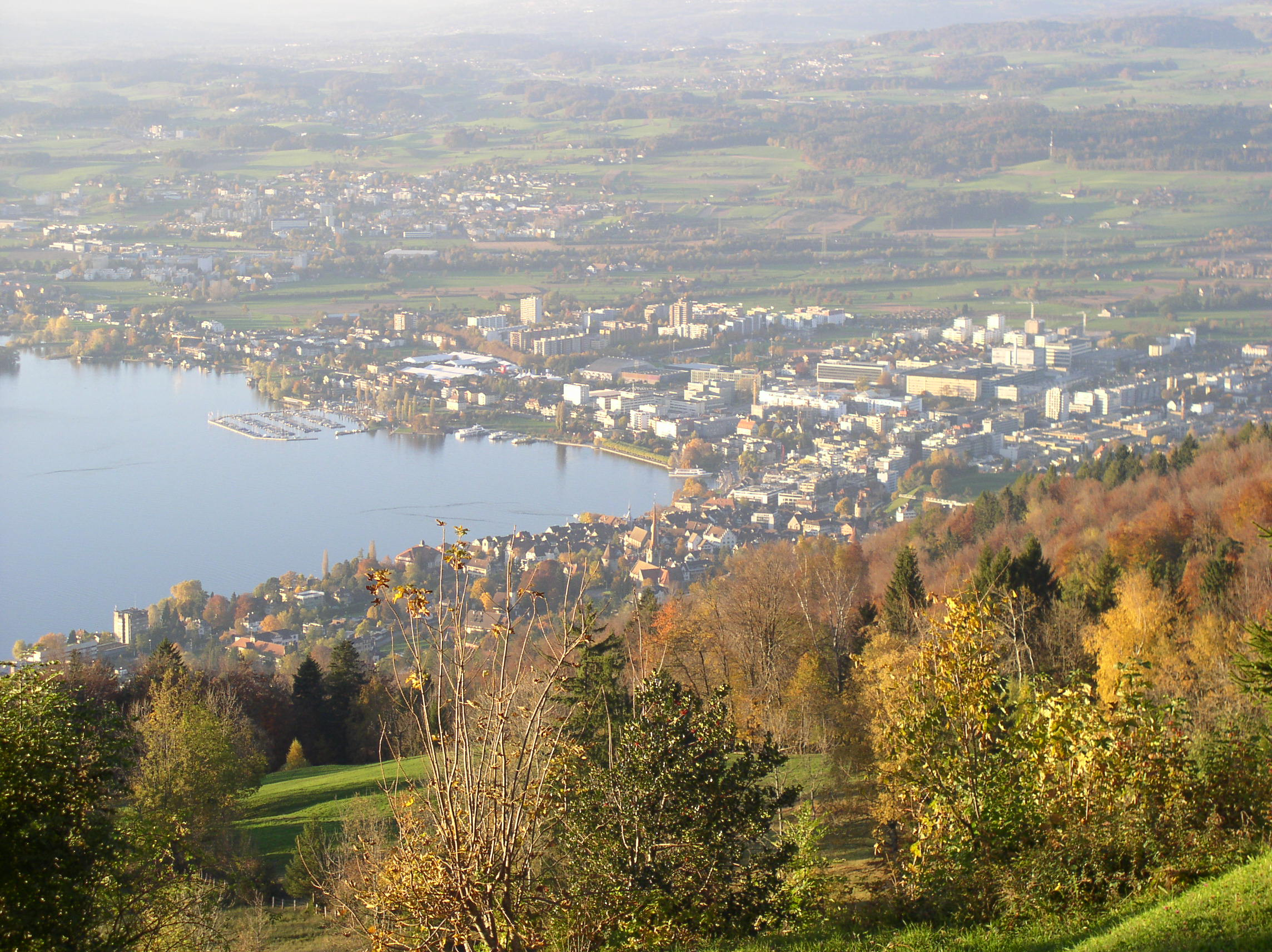
Zugerland
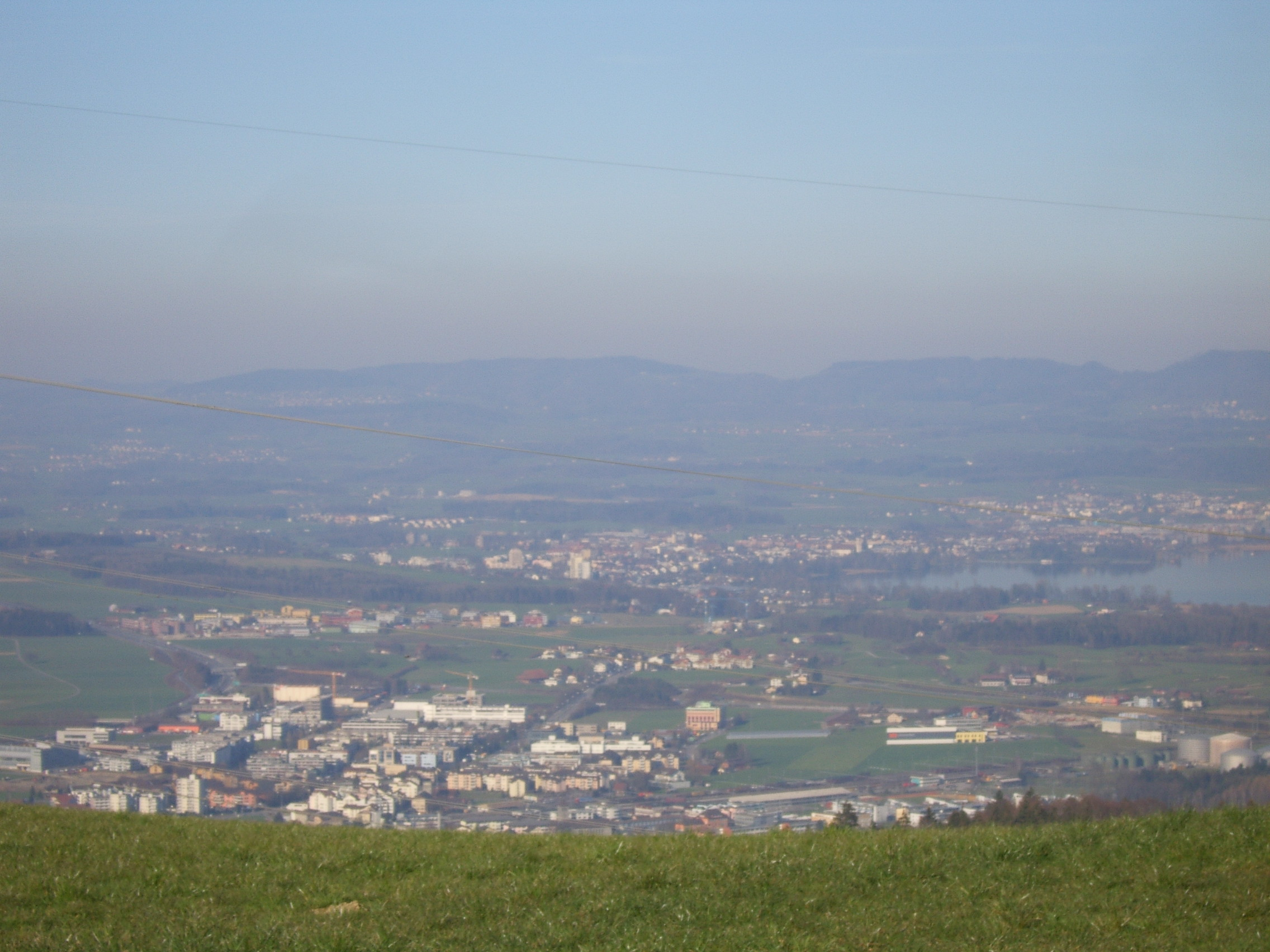
Rotkreuz, Cham, Albiskette

### Bezirke
Der Kanton Zug kennt keine Einteilung in Bezirke. Das Bundesamt für Statistik (BFS) führt den gesamten Kanton jedoch als einen Bezirk unter der BFS-Nr.: 0900.

## Geschichte

### Vorgeschichte
Verschiedene archäologische Ausgrabungen insbesondere am Zugersee haben eine Besiedelung bereits in der Jungsteinzeit nachgewiesen. Grosse Pfyn-Zeitliche Siedlungen gab es zum Beispiel in Oberrisch. Auch die Eisenzeit ist gut belegt, und in Baar wurden grosse Alamannische Gräberfeld entdeckt und ausgegraben.
Die ältesten menschlichen Spuren führen in die Zeit um 14'000 v. Chr. zurück. Es sind alt-steinzeitliche Funde am Nordufer des Zugersees; sie stammen von nomadisierenden Jägern und Sammlern. Aus der Epoche der ersten sesshaften Bauern, der Jungsteinzeit (5500–2200 v. Chr.), konnten die Archäologen am Zugersee über vierzig Seeufersiedlungen nachweisen («Pfahlbaudörfer»). Der Schwerpunkt dieser Uferdörfer liegt im Zeitraum zwischen 3800 und 2450 v. Chr. Für die gleiche Epoche sind erste voralpine Landnutzungen in Menzingen und im Ägerital belegt. Das forschungsgeschichtlich bekannte und interessante Uferdorf im «Sumpf» datiert aus der späten Bronzezeit (bis 850 v. Chr.). Die reichhaltigen Funde ergeben ein recht differenziertes Bild des damaligen Lebens. Dies ist im Museum für Urgeschichte anschaulich dargestellt. Auch aus der Eisenzeit (850–50 v. Chr.) und aus römischer bzw. keltoromanischer Zeit (ab 50 v. Chr.) wurden viele Spuren zutage gefördert.

### Kyburger Gründung
Um 600 n. Chr. wanderten alemannische Familien und Sippen ins Gebiet des heutigen Kantons Zug ein. Der Name Blickensdorf und Ortsnamen mit -ikon belegen den ersten alemannischen Siedlungsraum. Die Kirchen von Baar und Risch führen ebenfalls ins Frühmittelalter zurück.
Die erste schriftliche Quelle stammt aus dem Jahr 858. König Ludwig der Deutsche schenkte den Hof Chama (Cham) dem Zürcher Fraumünsterkloster. Das heutige Zuger Gebiet gehörte damals ganz unterschiedlichen klösterlichen und weltlichen Grundherren. Die wichtigsten waren die Habsburger. Sie erbten 1264 die kyburgischen Rechte und blieben bis gegen 1400 eine zentrale politische Macht.
Im Zuge des hochmittelalterlichen Städtebaus erhielt auch die Siedlung Zug nach 1200 eine Stadtmauer. Stadtgründer sind vermutlich die Grafen von Kyburg. 1242 wird Zug erstmals als oppidum, d. h. als Stadt bezeichnet. Die Forschung zeigt es: Zug war wichtig als Verwaltungszentrum des kyburgischen und später des habsburgischen Amts Zug, als lokaler Marktplatz und als Etappenort für den Warentransport über den Hirzel nach Luzern (vor allem von Salz und Eisen).

### Zug in der alten Eidgenossenschaft
Das Bündnis der vier Waldstätte Uri, Schwyz, Unterwalden und Luzern mit der Stadt Zürich 1351 brachte vieles in Bewegung. Die Stadt Zug wurde als habsburgischer Riegel zwischen den Städten Zürich und Luzern empfunden und musste deshalb erobert werden. Dabei ging es wohl eher um wirtschaftliche als um politische Gründe: Der für die ganze Innerschweiz wichtige luzernische Markt war stark von Zürich abhängig. Auf zürcherische Initiative belagerte Anfang Juni 1352 ein eidgenössisches Heer die Stadt. Das habsburgische Städtchen Zug wurde 1352 von den Eidgenossen erobert und zum Bündnis-Beitritt gezwungen. Am 27. Juni 1352 schlossen Zürich, Luzern, Uri, Schwyz und Unterwalden mit Zug ein Bündnis ab. Beim «Zugerbund» handelte es sich aus zürcherischer Sicht um ein Zweckbündnis. Für die Stadt und das Amt Zug änderte sich wenig. Zug blieb weiterhin habsburgisch. Noch im gleichen Jahr wurde der «Zugerbund» von allen Beteiligten stillschweigend als ungültig anerkannt. Dann folgte eine Zeit unter Schwyzer Herrschaft. Souverän und eidgenössisch wurde Zug erst nach und nach. Der Stand Zug war damit Mitglied der achtörtigen Eidgenossenschaft und nahm in der Folge an diversen kriegerischen Aktionen des Bündnisses teil.
Parallel dazu erweiterte die Stadt Zug ihren Herrschaftsbereich. Sie erwarb sich eine Reihe ländlicher Vogteien als Untertanengebiete (Walchwil, Cham, Gangolfswil [Risch], Hünenberg und Steinhausen, dazu Oberrüti, das heute zum Kanton Aargau gehört). Zug wurde eine Eidgenossenschaft im Kleinen – mit der «Stadt» und ihren Untertanengebieten sowie den drei «Äusseren (‹freien›) Gemeinden» Ägeri, Menzingen (mit Neuheim) und Baar. Dieser problematische Dualismus prägte bis 1798, also bis zum Ende der Alten Eidgenossenschaft, die politische Struktur des Standes Zug. Verbindende Klammer dieses Miniaturstaatenbundes war u. a. die Landsgemeinde sowie der vierzigköpfige Stadt-und-Amt-Rat.
1478 begann man mit dem Bau einer grösseren Stadtmauer, die das Stadtgebiet Zugs versechsfachte – im gleichen Jahr wie die spätgotische St. Oswaldskirche. Baumeister der neuen Ringmauer war Hans Felder aus Bayerisch-Schwaben. Der Grundriss der Stadtbefestigung weist auf einen symmetrischen Idealplan aus der Renaissance hin – etwas ganz Seltenes. Die Kleinstadt Zug realisierte eine modern wirkende Gesamtplanung.
Während der Reformationswirren blieb Zug beim alten Glauben und stand auf der Seite der katholischen Orte der Innerschweiz, unter anderem in den Kappelerkriegen von 1529 und von 1531. Bei Kappel am Albis (1531) und am Gubel bei Menzingen kam es zu Kämpfen zwischen den religiös verfeindeten Eidgenossen. Die Lage am Rande der Innerschweiz machte Zug zum konfessionellen Grenzort. Die ganze Zeit bis 1798 war in der Schweiz geprägt von innenpolitischen Rivalitäten und Turbulenzen.

### Helvetik und 19. Jahrhundert
Der Einmarsch der französischen Revolutionstruppen im Jahr 1798 brachte das Ende der alten Ordnung und mit der Helvetik einen radikalen politischen Bruch. Der vormals selbständige Landsgemeinde-Ort Zug wurde im neuen helvetischen Einheitsstaat einem völlig neu gebildeten Kanton Waldstätte zugeschlagen und für kurze Zeit zum Kantonshauptort. Die helvetischen Kantone waren reine Verwaltungsbezirke ohne innere Autonomie. Die Rechtsunterschiede zwischen der Stadt, den «Äusseren Gemeinden» und den Untertanengebieten wurden aufgehoben. Es wurde erstmals versucht, allen mündigen Männern persönliche Freiheiten zuzugestehen. Das ganze blieb allerdings in Ansätzen stecken, denn die Bevölkerung war noch stark den traditionellen Vorstellungen verhaftet. Bereits 1803 wurde der föderalistische Staatsaufbau wieder hergestellt und viele andere Neuerungen wurden wieder rückgängig gemacht.
Nach seiner Wiederherstellung 1803 überstand der Kanton Zug die napoleonische Zeit ohne territoriale Änderungen. Es folgte die Restaurationszeit. Allerdings schritt die Demokratisierung des Staatslebens allmählich und schrittweise voran. Im Sonderbundskrieg 1847, dem letzten Schweizer Bürgerkrieg, wehrte sich Zug mit den übrigen katholischen Kantonen gegen den von den liberalen Kantonen geplanten Bundesstaat, unterlag aber und musste seine kantonale Souveränität teilweise an den Bund preisgeben. Nach 50-jährigem Ringen zwischen Föderalismus und Zentralismus, zwischen Staatenbund und Zentralstaat, zwischen konservativer und liberalradikaler Sicht entstand 1848 die bundesstaatliche Schweiz von heute. Zug erhielt die aktuelle Kantonsstruktur mit elf Einwohnergemeinden.

### Industrialisierung und Internationalisierung
Bis weit ins 19. Jahrhundert hinein war Zug ein Agrarland. Die eigentliche Industrialisierung begann mit dem Unternehmer Wolfgang Henggeler. 1834 errichtete er in Unterägeri eine Baumwollspinnerei. Es folgten die beiden Betriebe von Neuägeri und Baar. 1866 gründete der Amerikaner George Ham Page in Cham die erste europäische Kondensmilchfabrik; sie fusionierte später mit Nestlé. Dominiert wurde die Zuger Industrie von der Firma Landis & Gyr, gegründet 1896 und heute im Besitz der japanischen Toshiba. Der Anschluss ans schweizerische Eisenbahnnetz 1864 war wichtig, ebenso die Verbindung von Berg und Tal mit einer elektrischen Strassenbahn zu Beginn des 20. Jahrhunderts.
Der wirtschaftliche Aufschwung und damit der Abschied vom landwirtschaftlich geprägten Staatswesen setzte im Kanton Zug erst im 20. Jahrhundert ein. In der zweiten Hälfte des 20. Jahrhunderts erfolgte der dynamische Ausbau zu einem nationalen und internationalen Finanz- und Handelsplatz, begünstigt durch die Nähe zu Zürich und eine attraktive Steuerpolitik. Parallel dazu entstanden grosse Industrie- und Gewerbezonen. Die Arbeitsplätze nahmen rasant zu, die Einwohnerzahl stieg markant, der Bauboom brach fast explosionsartig aus. Der Kanton Zug katapultierte sich an die Spitze der finanzstarken Kantone. Die Stadt stellt heute, wie der britische Guardian einst schrieb, eine «Haupthimmelsrichtung der globalen Wirtschaft» dar.

## «Zugisierung»
Als «Zugisierung» bezeichnen die Ökonomen Reiner Eichenberger und David Stadelmann die Verdrängung des Mittelstandes aus den Zentren hinaus in die Agglomerationen, insbesondere durch hochqualifizierte, gut verdienende Einwanderer.

«Zum einen bewirken die Lohnsteigerungen zusätzliche Einwanderung, was die Löhne wieder drückt, aber damit einen neuen Wachstumszyklus auslöst. Insgesamt ergibt sich ein schnelles paralleles Wachstum der Gesamtwirtschaft und der Einwohnerzahl, bei leicht erhöhtem Pro-Kopf-Einkommen.

[Zweitens spielt] der immobile Faktor Boden [entscheidend mit, wie es] der Kanton Zug [illustriert]. Er ist zwar für alle Beschäftigten steuerlich und leistungsmässig attraktiv. Mittlerweile sind dort die Bodenpreise und die Mieten aber so hoch, dass sich die Zuwanderung nur noch für sehr gut Verdienende lohnt. Der gleiche Mechanismus dürfte immer grössere Gebiete der Schweiz prägen, was sie für weniger qualifizierte Arbeitstätige unattraktiver macht.

Diese ‹Zugisierung› der Schweiz wird durch die Politik verstärkt. Wenn der fiskalische Überschuss zur Abgabensenkung eingesetzt wird, nimmt die Attraktivität besonders für Hochqualifizierte weiter zu. Zudem erhält der Staat Anreize, seine Leistungen verstärkt auf die Bedürfnisse der Hochqualifizierten auszurichten.»